# Personaggi minori de La Ruota del Tempo
Lista di personaggi secondari della serie di quattordici romanzi fantasy La Ruota del Tempo dello scrittore statunitense Robert Jordan:

## Ailron
Ailron era il re di Amadicia. Era un sovrano più di nome che di fatto, perché in realtà a governare l'Amadicia erano i Manti Bianchi. A partire dal libro VI ospita per un certo periodo, nel suo palazzo, sua cugina Morgase regina di Andor, appena fuggita da Rahvin. In seguito Ailron muore con la maggioranza dei nobili amadiciani nel corso della Battaglia di Jeramel, scagliando le ultime forze del suo paese in una disperata carica contro l'esercito degli invasori Seanchan.

## Alliandre
Alliandre Maritha Kigarin è la regina di Ghealdan, un paese sconvolto dalle sommosse provocate dai seguaci del profeta Masema. Rispetto ai due precedenti sovrani, caduti per la quasi insostenibile situazione in cui è precipitato il Ghealdan, Alliandre si mostra abbastanza abile nel trattare e nel contenere gli eccessi di Masema e a salvare il salvabile del suo povero paese. Nel Libro V Nynaeve la intravede a Samara mentre la regina dona i suoi gioielli a Masema per placarlo. Nel frattempo Alliandre invia una nota segreta al Drago Rinato, in cui si offre di sostenerlo in cambio del suo appoggio, perciò Rand invia nel sud Perrin Aybara per accordarsi con la regina e per porre un freno a Masema.
Quando Alliandre, vicino a Bethal, incontra Perrin per la prima volta, viene vinta dal suo essere ta'veren e si proclama subito sua vassalla ed attraverso lui, anche del Drago. In seguito Alliandre, assieme a Faile, Morgase ed altri del loro seguito, vengono colti alla sprovvista durante una caccia al falco da Rolan ed altri mera'din; quindi le donne vengono rapite e portate come prigioniere al campo degli Shaido. Laggiù, per il suo alto rango, Alliandre diventa una dei gai'shain personali di Sevanna e trattata molto duramente per il suo atteggiamento altero, a cui, poco alla volta pone rimedio, per evitare ulteriori guai; inoltre, sempre assieme a Faile e Morgase, Alliandre viene ricattata da Therava e dalle altre Sapienti, affinché spiino Sevanna per loro. Come se non bastasse, le prigioniere vengono anche ricattate da Galina Casban, che vuole che le rubino la Verga dei Giuramenti detenuta da Therava. Alliandre e le altre vengono infine ingannate da Galina che le intrappola in una casa diroccata, ma poi salvate da Rolan e quindi liberate da Perrin durante la battaglia di Malden.
Nel corso del Libro XIII Alliandre si rifiuta di lasciare Perrin, ma anzi si aspetta che lui guidi lei e tutti gli altri che lo hanno seguito fino a quel momento. Perciò quando Perrin finalmente decide di accettare il proprio ruolo di leader, Alliandre gli mette a disposizione le sue truppe per combattere contro i trolloc mandati da Graendal contro i Manti Bianchi, quindi lo segue prima in Andor e poi alla Piana di Merrilor. Nello stesso libro un intero capitolo viene narrato dal punto di vista di Alliandre, che assiste divertita all'innamoramento tra Berelain e Galad e soprattutto apprezza la capacità di Berelain di sedare la gelosia di Faile per Perrin.

## Alsalam
Alsalam Saeed Almadar è il re dell'Arad Doman. Nel corso della saga si scopre che Alsalam è misteriosamente scomparso, mentre il suo paese precipita nel caos della guerra civile. Graendal si trova all'origine di tutto questo caos, infatti contraffacendo la firma ed il sigillo del re, invia una serie di documenti e ordini contraddittori, che fomentano la guerra e la confusione. Si scopre anche che tra i suoi soggiogati, Graendal mantiene un fratello di Alsalam, una sua cognata, la sua sorella più giovane e la figlia più vecchia, ma viene anche detto che il re non è abbastanza bello per essere mantenuto tra i suoi giocattolini.
Ricevendo questi strani ordini il generale Ituralde pensa che Alsalam, oltre che un buon amico, è stato un buon sovrano per più di venti anni, ma ora sembra essere diventato pazzo; perciò approfittando dell'ultimo ordine ricevuto organizza una campagna contro i Seanchan, per riunire le rimanenti forze domanesi.
Quando Rand al'Thor giunge in Arad Doman ed intuisce il coinvolgimento di Graendal, suppone che Alsalam sia ormai morto, oppure tenuto da lei prigioniero, sotto la sua compulsione; perciò quando distrugge il rifugio della Reietta a Natrin's Barrow, pensa anche che se Alsalam è ancora vivo, possa trovarsi lì assieme agli altri suoi prigionieri, che lui ha appena spietatamente eliminato.
Nel Libro XIII Rand scopre però che Elaida ha fatto rapire Mattin Stepaneos, re di Illian, perciò sospetta che possa aver fatto lo stesso con Alsalam. Di conseguenza manda Cadsuane a cercarlo lungo la strada tra Tar Valon e Bandar Eban; Cadsuane in effetti lo ritrova assieme alla sua scorta, sulle Colline Nere, sorpreso e rallentato dalle nevi invernali, perciò lo conduce con sé a Tear. Laggiù Alsalam si incontra con Rand e poi nuovamente con un commosso Ituralde, che ormai non sperava più di rivederlo vivo. Nel corso dell'Ultima Battaglia Alsalam rimane ucciso ed Ituralde viene scelto al suo posto come nuovo re.

## Aludra
Aludra è una donna di Tarabon, che appartiene alla Gilda degli Illuminatori di Tanchico, cioè i maestri dei fuochi d'artificio; in seguito ha diretto la filiale della Gilda nella città di Cairhien. Compare per la prima volta nel secondo libro, quando Rand penetra nella filiale di Cairhien e la devasta facendo scoppiare i fuochi contro dei Trolloc che lo inseguono. Aludra ricompare nel terzo libro in Andor, quando Matrim Cauthon la salva da una aggressione e perciò lei, in segno di ringraziamento, gli regala un pacco di fuochi di artificio, che lui adopererà per penetrare nella Pietra di Tear.
Nel quarto libro Aludra fa la conoscenza di Nynaeve ed Elayne che si sono rifugiate presso il circo di Valan Luca e dove l'Illuminatrice ha trovato lavoro e mostra di aver inventato i fiammiferi. Sempre al seguito di Valan Luca, Aludra viene ritrovata da Mat ad Ebou Dar. Laggiù i due stringono amicizia e poiché la donna odia i Seanchan, che hanno chiuso la sua Gilda a Tanchico e reso schiavi i suoi membri, promette a Mat, se la finanzierà, un nuovo strumento per combatterli: le armi da fuoco.
Nel corso del Libro XIII Mat propone ad Elayne, che nel frattempo è diventata regina di Andor, il progetto di Aludra per costruire i suoi Dragons, cioè dei cannoni. Elayne accetta con entusiasmo di finanziare il progetto, per assicurarsi così delle armi molto potenti. Con le risorse che le vengono messe a disposizione, Aludra inizia immediatamente la produzione dei Dragons, compiendo anche un'efficace dimostrazione con un prototipo, sulle mura di Caemlyn, alla presenza della stessa regina Elayne.
Durante il prologo del Libro XIV, quando i Trolloc conquistano Caemlyn, Aludra riesce a salvare i suoi dragons con l'aiuto della popolazione e con l'arrivo provvidenziale di Talmanes e del Capitano Guybon. In seguito, nel corso dell'Ultima Battaglia, in diverse occasioni Aludra dirige i colpi dei suoi cannoni, che per non essere distrutti dagli incanalatori nemici vengono nascosti dentro una caverna dalla quale colpiscono attraverso portali per Viaggiare.

## Amathera

Bandiera del Panarca di Tarabon

Amathera Aelfdene Casmir Lounault è la ex Panarca di Tarabon. Viene descritta come una bella donna, con i tratti somatici tipici del suo paese: labbra carnose a forma di bocciolo di rosa e capelli color del miele, acconciati in treccine. Si sa che Amathera era un'abile e capace politica, che come Panarca gestiva gli affari del suo paese. Nel libro IV però si scopre che Tarabon è caduto preda della guerra civile, mentre Amathera è per la prima volta, che è tenuta prigioniera nel suo stesso palazzo da parte delle sorelle dell'Ajah Nera guidate da Liandrin. Nynaeve ed Elayne scoprono la sua condizione attraverso il Tel'aran'rhiod ed organizzano un piano per liberarla. Dopo la liberazione, Amathera ricompensa le due ragazze con preziosi gioielli, e mentre resta in incognito per un breve periodo nella loro stessa locanda, fa amicizia con loro e con Juilin Sandar e Thom Merrilin.
Tarabon in seguito viene conquistata dai Seanchan ed Amathera, non essendosi sottomessa, viene ridotta a da'covale, il suo nome cambiato in quello di Thera e la sua personalità completamente spezzata. Quando anche l'Amadicia viene conquistata, l'Alta Signora Suroth mostra a Morgase proprio Thera, mentre deve danzare la posizione del cigno in abiti indecenti, per farle comprendere la sorte di chi non si sottomette. Al seguito di Suroth, Thera giunge quindi ad Ebou Dar. Laggiù, nel palazzo Tarasin, Juilin Sandar la ritrova e va a visitarla spesso, subendo per questo delle dure punizioni. Quando Mat fugge dalla città con il suo variegato seguito, Juilin porta con sé Thera. Successivamente Juilin ed Amathera, sempre nel gruppo di Mat, approfondiscono la loro relazione e l'uomo di Tear aiuta l'Ex Panarca a riacquistare la propria dignità.

## Balwer
Sebban Balwer era il segretario personale di Pedron Niall, il Comandante Generale dei Figli della Luce ed uno dei Cinque Grandi Capitani. In realtà l'attività di Balwer, anziché essere quella di un semplice impiegato e scrivano, era quella di essere segretamente a capo del sistema di spie di Niall, mentre Omerna, che ufficialmente deteneva quella posizione, era solo una figura di facciata.
L'uccisione di Niall e la sua sostituzione con Valda, hanno provocato la caduta in disgrazia di Balwer, il quale perciò prima ha aiutato Morgase ed il suo seguito, a fuggire da Amador, appena conquistata dai Seanchan; poi si è messo al servizio di Perrin Aybara e di sua moglie Faile. Oltre ad aver messo a loro disposizione le proprie acutezza, scaltrezza e conoscenza, Balwer detiene ancora tutti i contatti del servizio spionistico di Niall e dei Manti Bianchi. Perciò si è rivelato molto utile in più di un'occasione, mettendo sull'avviso i suoi signori e prendendo anche la direzione del cha'faile (il gruppo di giovani nobili Cairhienesi e Tairienesi che hanno giurato fedeltà a Faile e che la servono come agenti e spie).

## Beslan
Il principe Beslan è l'unico figlio sopravvissuto della regina Tylin di Altara. Durante il soggiorno di Matrim Cauthon ad Ebou Dar, Beslan diventa un suo amico, lo accompagna spesso nei suoi giri in città, divertendosi molto per i continui guai in cui si caccia e mostra di non essere affatto turbato dal fatto che Mat sia diventato l'amante di sua madre. 
Dopo che i Seanchan hanno conquistato la capitale, Beslan con alcuni suoi amici ed i consigli di Thom Merrilin, organizza un movimento di resistenza, che però Mat cerca invece di scoraggiare. Il giorno della fuga di Mat, Beslan accetta di provocare solo un piccolo diversivo, evitando di rimanere coinvolto di persona.
Nel Libro XII Beslan, ormai diventato re dopo la morte della madre, viene convocato di fronte a Tuon, appena ritornata in città. Tuon gli comunica davanti all'intera corte, di essere a conoscenza di tutti i suoi tentativi di ribellione, ma lo giustifica in parte a causa della sua ignoranza, perciò mette Beslan di fronte all'alternativa o di essere giustiziato, pur con tutti gli onori riservati al suo rango, oppure di accettare una volta per tutte di diventare suo vassallo, assicurando così ad Altara tutti i vantaggi della protezione e dell'ordine che i Seanchan garantiscono. Inoltre Tuon gli promette le sue scuse ufficiali se verrà provato che Suroth è rimasta coinvolta nella morte di Tylin. Anche se alla propria maniera, Beslan si dichiara vassallo, così da garantire il bene del suo popolo. Tuon immediatamente lo eleva all'Alto Sangue Seanchan e gli garantisce tutto quanto promesso.
Nel Libro XIII Beslan si dimostra molto fedele alla nuova imperatrice Fortuona e resta impassibile di fronte al trattamento riservato alla damane Elaida/Suffa, commentando positivamente l'idea di usare le Tessiture per Viaggiare per conquistare la Torre Bianca. Nel corso del Libro XIV Re Beslan rimane a governare i territori Seanchan, mentre l'Imperatrice Fortuona partecipa all'Ultima Battaglia.

## Caraline Damodred
Caraline Damodred è una nobildonna Cairhienese, appartenente ad una delle dinastie reali del paese (della quale è anche divenuta il capo); è cugina di Moiraine Sedai a cui assomiglia moltissimo e si ribella all'autorità del Drago Rinato su Cairhien. Caraline fa la sua comparsa nel corso del settimo libro, quando si reca con le sue truppe ribelli in un campo a Cairhien, per allearsi con Darlin Sisnera e Toram Riatin, a loro volta ribellatisi al Drago Rinato. Rand, deciso a sfruttare il suo essere ta'veren si reca nel campo dei ribelli assieme a Min Farshaw. Laggiù incontra dapprima Caraline e la nobildonna capisce la sua vera identità, ma impressionata da lui, ne mantiene il segreto; in seguito si incontrano Darlin, con il quale Rand si finge un nobile Andorano, con la complicità proprio di Caraline, che nel frattempo diventa amica di Min; sempre in quell'occasione Min ha una delle sue visioni sul futuro di entrambi: Caraline e Darlin si sposeranno ed avranno una lunga vita assieme (anche se lei gli sopravviverà) ed un giorno Darlin indosserà addirittura una corona da Re.
Sempre al campo ribelle, durante lo scoppio della Bolla di Male, Darlin e Caraline seguono le istruzioni di Cadsuane per difendersi e dopo che Rand viene ferito da Padan Fain, lo aiutano a tornare al Palazzo del Sole.
In seguito Caraline e Darlin vengono tenuti in custodia da Cadsuane nel palazzo di Lady Arylin a Cairhien, dal quale verranno liberati da Lord Dobraine, su ordine di Rand, che nomina Darlin anche suo Steward (Sovrintendente) a Tear. Caraline nel frattempo garantisce a Rand il suo appoggio a sua cugina Elayne Trakand per il trono di Cairhien.
Tornato nella sua capitale per ordine del Drago, sempre assieme a Caraline, con la quale ha iniziato una relazione, Darlin Sisnera si arrocca nella Pietra ed affronta con abilità la ribellione degli altri Alti Signori Tairenesi, mentre un gruppo di Aes Sedai, fedeli a Rand, tratta con loro un accordo. Alla fine i ribelli accettano quanto proposto e Darlin viene riconosciuto come nuovo Re di Tear, con Caraline al suo fianco e Min che predice come dovrà essere fatta la sua corona.

## Colavaere Saighan

Bandiera della Casa Saighan

Colavaere apparteneva ad una delle più alte e nobili casate di Cairhien. Istigata dalle Aes Sedai inviate da Elaida a rapire il Drago Rinato, nel breve periodo della sua assenza fa assassinare due pericolosi rivali: Lord Maringil e l'Alto Signore tarenese Meilan; nel frattempo anche Berelain, governante di Cairhien a nome del Drago, è costretta a rifugiarsi su una nave del Popolo del Mare, per sfuggire ai suoi sicari. Quindi Colavare, apparentemente sicura della propria posizione, si impadronisce del Trono del Sole e procede a farsi incoronare. Rand però ritorna, dopo essere stato liberato nel corso della battaglia dei pozzi di Dumai, quindi detronizza Colavare, la priva di ogni proprietà e la condanna a lavorare in una sperduta fattoria sulle colline. La nobildonna non sopporta una tale umiliazione e si impicca.

## Darlin Sisnera
Darlin Sisnera è uno degli Alti Signori di Tear. È di mezza età e porta la barba a punta alla moda Tairenese; è di bassa statura, con occhi chiari e capelli scuri, nonostante non sia particolarmente di bell'aspetto, ha un sorriso ed uno sguardo che piacciono molto alle donne. Darlin fa la sua prima comparsa nel terzo libro, durante la notte in cui Rand al’Thor prende la Pietra di Tear; in quell'occasione Darlin combatte in difesa della fortezza, ma viene messo fuori combattimento da Matrim Cauthon. Darlin perciò abbandona la Pietra e non riconosce l'autorità di Rand. Attorno a lui si coalizzerà in seguito la ribellione di altri Alti Signori Tairenesi, ma Darlin è l'unico che Rand rispetti, perché gli si è opposto frontalmente sin dall'inizio, contrariamente agli altri, che dapprima l'hanno adulato e gli hanno giurato fedeltà, ma in seguito gli si sono contrapposti.
Darlin Sisnera fa la sua ricomparsa nel settimo libro, quando si reca nel regno di Cairhien per allearsi con Caraline Damodred e Toram Riatin, a loro volta ribellatisi al Drago Rinato in quel paese. Rand, deciso a sfruttare il suo essere ta'veren si reca nel campo dei ribelli assieme a Min Farshaw. Laggiù incontra dapprima Caraline ed in seguito incontrano Darlin, con il quale Rand si finge un nobile andorano, proprio con l'aiuto di Caraline, che nel frattempo diventa amica di Min; sempre in quell'occasione Min ha una delle sue visioni sul futuro di entrambi: Caraline e Darlin si sposeranno ed avranno una lunga vita assieme (anche se lei gli sopravviverà) ed un giorno Darlin indosserà addirittura una corona da Re. Sempre al campo ribelle, durante lo scoppio di una Bolla di Male, Darlin e Caraline seguono le istruzioni di Cadsuane per le difese e infine il nobiluomo capisce l'identità di Rand; dopo che Rand viene ferito da Padan Fain, Darlin lo trasporta a spalla fino alla salvezza.
In seguito Caraline e Darlin vengono tenuti in custodia da Cadsuane nel palazzo di Lady Arylin a Cairhien, dal quale verranno liberati da Lord Dobraine, su ordine di Rand, che inoltre nomina Darlin anche suo Steward (Sovrintendente) a Tear. Caraline nel frattempo ha garantito il suo appoggio a sua cugina Elayne Trakand per il trono di Cairhien. Tornato nella sua capitale per ordine del Drago, Darlin Sisnera si arrocca nella Pietra (sempre assieme a Caraline con la quale ha iniziato una relazione) ed affronta con abilità la ribellione degli altri Alti Signori Tairenesi, mentre un gruppo di Aes Sedai, fedeli a Rand, tratta con loro un accordo. Alla fine i ribelli accettano quanto proposto e Darlin viene riconosciuto come nuovo Re di Tear (il primo da molti secoli a questa parte, durante i quali gli Alti Signori avevano governato direttamente, senza alcun sovrano).
Nel corso del Libro XII Re Darlin raccoglie il suo esercito per ordine del Drago e lo tiene pronto per ogni eventualità (sia l'Ultima Battaglia che la Guerra ai Seanchan); nel libro successivo Darlin si incontra di nuovo con Rand a Tear, dimostrando di non essere un Amico delle Tenebre e poi ha uno scambio epistolare con l'Amyrlyn Egwene, che lo convince a recarsi alla Piana di Merrilor con il suo esercito.
Durante il Libro XIV, Re Darlin partecipa all'incontro alla Piana di Merrilor e poi porta le sue truppe a Shayol Ghul. Il re di Tear prende il comando del fronte dopo che Rodel Ituralde viene portato via e riesce a sopravvivere all'Ultima Battaglia.

## Easar
Easar di Casa Togita è il Re dello Shienar. Nel corso del Libro I, Easar a testa delle sue truppe, si mette alla guardia del Passo Tarwin per fermare l'invasione della Progenie dell'Ombra. Nel corso del Libro II, Easar si mette in viaggio per Fal Dara per incontrare l'Amyrlin Siuan Sanche, ma la sparizione del Corno di Valere fa saltare la visita. Nel Libro V invia ad Elaida una lettera piccata, richiedendole di non immischiarsi negli affari del suo regno. Nel prologo del Libro VIII Easar si incontra di nascosto con gli altri sovrani delle Terre di Confine i quali, tutti assieme partono alla ricerca del Drago Rinato, portando con loro il grosso delle proprie truppe. Nel corso del Libro IX Elayne si reca nella foresta di Braem per incontrare i quattro regnanti e la giovane Aes Sedai, dubitando dei loro propositi, li svia abilmente dalla ricerca di Rand e cerca nel frattempo di sfruttare la loro presenza per assicurarsi il trono. Nel Libro XII si viene a sapere che i quattro sovrani sono giunti fino a Far Madding e richiedono al Drago di incontrarli lì, provocando però una dura reazione. Nel Libro XIII Rand finalmente va ad incontrare i quattro sovrani ed accetta di subire le loro prove, poi, una volta riconosciuto come Drago Rinato, li incita a seguirlo.

## Elyas Machera
Elyas Machera era il Custode dell'Aes Sedai Rina Hafden, appartenente all'Ajah Verde. Compare brevemente per la prima volta durante il prequel Nuova Primavera, quando Moiraine lo vede allenarsi con altri Custodi. Quando Elyas divenne Fratello dei Lupi, la sua strana particolarità attirò l'attenzione delle altre Sorelle, in particolare quelle dell'Ajah Rossa, che ritenevano la sua condizione legata all'incanalare. Di conseguenza fu costretto a fuggire dalla Torre Bianca uccidendo anche alcuni colleghi.
Elyas si diede perciò alla macchia, vivendo per anni in uno stato quasi selvatico assieme agli amici lupi, che lo soprannominarono Lungo Dente, per il suo lungo coltello. Nel corso de L'occhio del mondo Elyas incontrò Perrin ed Egwene appena fuggiti dai Trolloc e da Shadar Logoth. L'uomo annunciò a Perrin che era anche lui un Fratello dei Lupi, quindi accompagnò i due ragazzi in salvo, prima presso i carri dei Calderai e poi in uno stedding Ogier, per evitare l'assalto di enormi stormi di corvi famelici; non poté però evitare che i due ragazzi venissero infine catturati da un gruppo di Manti Bianchi, perché lui stesso rimase ferito ed uno dei suoi amici lupi venne ucciso.
Elyas ricompare poi nel corso del libro ottavo, quando si ricongiunge con Perrin, gli consiglia come comportarsi con le donne della Saldea e infine lo aiuta molto nella liberazione di Faile. Elays nel libro XIII si congeda da Perrin in Andor, dicendosi intenzionato a raggiungere i branchi di lupi che si radunano a Montedrago, dove attende Perrin per l'Ultima Battaglia.
Nel Libro XIV Elyas giunge a Shayol Ghul con numerosi lupi per partecipare all'Ultima Caccia. Perrin lo contatta attraverso il Mondo dei Sogni, avvertendo che i Grandi Capitani vengono manipolati da Hessalam. Elyas interviene direttamente su Rodel Ituralde, portandolo via dalla battaglia.

## Ethenielle
Ethenielle Cosaru Noramaga è la Regina di Kandor. Durante il prequel Nuova Primavera, in assenza della regina dalla capitale, il marito di Ethenielle, Principe Consorte Brys e il loro figlio minore, principe Diryk, vengono uccisi da Merean Sedai dell'Ajah Nera. Nel prologo del Libro VIII Ethenielle si incontra di nascosto con gli altri sovrani delle Terre di Confine i quali, tutti assieme partono alla ricerca del Drago Rinato, portando con loro il grosso delle proprie truppe. Nel corso del Libro IX Elayne si reca nella foresta di Braem per incontrare i quattro regnanti e la giovane Aes Sedai, dubitando dei loro propositi, li svia abilmente dalla ricerca di Rand e cerca nel frattempo di sfruttare la loro presenza per assicurarsi il trono. Nel Libro XII si viene a sapere che i quattro sovrani sono giunti fino a Far Madding e richiedono al Drago di incontrarli lì, provocando però una dura reazione. Nel Libro XIII Rand finalmente va ad incontrare i quattro sovrani ed accetta di subire le loro prove, poi, una volta riconosciuto come Drago Rinato, li incita a seguirlo.

## Hopper
Hopper è un lupo che diventa amico di Perrin Aybara nel corso del primo libro della saga. Mentre si trovano dentro ad uno stedding, Perrin, Egwene, Elyas Machera, Hopper ed altri lupi si scontrano con un gruppo di Figli della Luce, Hopper viene ucciso e Perrin a sua volta uccide due Figli. Nel corso dei libri successivi Hopper ricompare a Perrin molte volte nel Tel'aran'rhiod, diventando il suo insegnante in quel mondo di sogni. Hopper diventa nuovamente molto importante nel corso del libro XIII della saga: insegna a Perrin ad entrare negli incubi, così da padroneggiare con maggiore forza ed esperienza il mondo dei sogni. Inoltre lo aiuta nella lotta contro l'assassino per recuperare l'onirichiodo. Purtroppo Hopper viene ferito mortalmente da quest'ultimo anche nel mondo dei sogni, dal quale perciò scompare definitivamente.

## Hurin
Hurin è un cosiddetto "fiutatore", cioè un uomo shienarese, con il particolare talento di riuscire a percepire, o come dice lui "fiutare", le tracce di una violenza in un luogo. Hurin nel secondo Libro della saga, accompagna i protagonisti Rand, Mat e Perrin nella loro caccia al Corno di Valere, mentre nel terzo Libro riaccompagna Verin, Mat e le ragazze a Tar Valon, per poi proseguire verso lo Shienar, a fare rapporto. Hurin ricompare brevemente nel corso del Libro XII, come messaggero dei Sovrani delle Marche di Confine, dove ha un breve e burrascoso incontro con Rand al'Thor. Nel Libro XIII Rand, dopo essersi finalmente incontrato con i sovrani, chiede di poter rivedere Hurin, per scusarsi del suo comportamento. Nel Libro XIV Hurin è uno degli amici che Rand percepisce morire nel corso dell'Ultima Battaglia.

## Mattin Stepaneos

La bandiera personale di Mattin Stepaneos

Mattin Stepaneos den Balgar era il Re di Illian. Durante la Guerra dei Manti Bianchi Illian si schierò a favore dell'Altara e Re Mattin Stepaneos venne fatto prigioniero e nonostante una brillante operazione dei celebri Compagni per liberarlo, fu costretto a pagare un riscatto ai Figli della Luce. Mattin scompare misteriosamente nel corso dei primi libri della saga e si pensa sia stato ucciso o da Sammael, o dal Drago Rinato. In seguito però, nel corso nel Libro IX si scoprirà che il re è stato rapito da emissari di Elaida e viene tenuto in custodia nella Torre Bianca, dove si incontra anche con Egwene.
Grazie probabilmente ad una lettera inviatagli da Verin, nel corso del Libro XIII anche Rand al'Thor scopre che Mattin si trova a Tar Valon, ma afferma di non aver ancora deciso su come comportarsi nei confronti del re rapito.

## Nalesean Aldiaya
Nalesean Aldiaya era un nobile Tairenese, con una faccia squadrata ed una corporatura robusta. Si fa la sua conoscenza a partire dal libro quarto, quando nella Pietra di Tear gioca a carte o a dadi con Mat. Durante la battaglia di Cairhien contro gli Shaido, Nalesean e le sue truppe vengono guidate da Mat alla vittoria e alla salvezza, perciò Nalesean gli giura fedeltà ed entra a far parte della Banda della Mano Rossa come uno dei principali ufficiali, guidando il Primo Stendardo di Cavalleria.
In seguito Nalesean segue Mat ad Ebou Dar, alla ricerca della Coppa dei Venti con Elayne e Nynaeve. Nel magazzino della Famiglia però Nalesean viene ucciso dal Gholam, nel tentativo di proteggere Elayne. Nel Libro XIII quando Mat finalmente riesce ad eliminare il mostro urla per vendetta il nome di Nalesean, assieme a quelli delle sue altre vittime.

## Noal Charin
Noal Charin è un anziano nodoso, che Matrim Cauthon conosce ad Ebou Dar. Noal lo aiuta a salvarsi dal Gholam, perciò Mat per ricambiare, lo ospita assieme ai suoi uomini nel palazzo Tarasin. Quando Mat fugge dalla città, porta Noal con sé, che tra l'altro aiuta ancora una volta Mat, neutralizzando un attacco a mani nude da parte di Tuon. Al seguito dunque del ta'veren, Noal si occupa spesso di tenere a bada il piccolo Olver, raccontando spesso dei suoi viaggi e di paesi strani e lontani. Quando viene rivelata la posizione di Moiraine, Noal si offre di accompagnare Mat e Thom e la copertina del Libro XIII illustra proprio che lui sarà presente. Nel corso dei libri sono stati seminati numerosi indizi che fanno sospettare che dietro a Noal, si nasconda in realtà il famoso viaggiatore malkieri ed autore di libri di avventure, Jain Farstrider, il cui vero nome è Jain Charin.
Nel corso del Libro XIII tutte le supposizioni vengono confermate: Noal accompagna Mat e Thom dentro alla Torre di Ghenjei per liberare Moiraine e alla fine sacrifica la propria vita per permettere la fuga degli amici, rivelando anche di essere proprio Jain Farstrider.
Nel Libro XIV si scopre che Noal/Jain è diventato un Eroe del Corno di Valere, che quando questo viene suonato da Olver, corre in soccorso del ragazzino, salvandolo.

## Paitar
Paitar Neramovni Nachiman è il Re di Arafel, fratello di Kiruna Sedai dell'Ajah Verde. Durante il prologo del Libro VIII Re Paitar si incontra di nascosto con gli altri sovrani delle Terre di Confine e tutti assieme decidono di partire alla ricerca del Drago, portando con loro il grosso delle proprie truppe. Nel corso del Libro IX Elayne si reca nella foresta di Braem per incontrare i quattro regnanti e la giovane Aes Sedai, dubitando dei loro propositi, li svia abilmente dalla ricerca di Rand e cerca nel frattempo di sfruttare la loro presenza per assicurarsi il trono. Nel Libro XII si viene a sapere che i quattro sovrani sono giunti fino a Far Madding e richiedono al Drago di incontrarli lì, provocando però una dura reazione. Nel Libro XIII Rand finalmente va ad incontrare i quattro sovrani ed accetta di subire le loro prove, poi, una volta riconosciuto come Drago Rinato, li incita a seguirlo.

## Ronde Macura
Ronde Macura è una sarta ed erborista di Mardecin nell'Amadicia, ma soprattutto era un agente dell'Ajah Gialla, che ha scoperto le proprietà della radice biforcuta. Nel Libro V Ronde Macura usa questa radice per cercare di catturare con l'inganno Nynaeve ed Elayne, che le si sono affidate. Dopo che le due ragazze riescono a fuggire, Elaida, per il suo fallimento nella cattura, la fa pubblicamente fustigare in piazza. Ronde Macura perciò, adirata con tutte le Aes Sedai per tale trattamento, si reca a Tanchico e rivela le proprietà della radice biforcuta ai Seanchan, che iniziano ad utilizzarla su grande scala, per catturare chi adopera l'Unico Potere.

## Setalle Anan
Setalle Anan è la locandiera della Donna Vagante, nella città di Ebou Dar, una prospera locanda posta nella piazza Tarasin, vicino al Palazzo Reale. È una donna robusta, all'apparenza di mezza età, con gli occhi nocciola ed un po' di grigio nei suoi capelli castani, ma non è di origini altarane. Ha un'aria materna ma al contempo imperiosa, infatti gestisce in maniera ferrea la sua locanda; ha avuto numerosi figli da un agiato pescatore locale, i maschi accompagnano il padre nel suo lavoro sulle navi, mentre le figlie lavorano con lei nella locanda. Setalle accoglie Matrim Cauthon alla Donna Vagante al termine del sesto libro della saga.
Nel libro successivo, non credendo che Elayne e Nynaeve siano Aes Sedai, Setalle le indirizza verso la Famiglia, mostrando così di conoscere segreti, che una comune locandiera non dovrebbe sapere. Successivamente, dopo la conquista Seanchan della città, comare Anan nasconde alla cattura Joline Sedai dell'Ajah Verde e convince Mat a portarla in salvo, con altre sorelle catturate. Perciò collabora con lui nei piani di fuga e dopo aver sistemato la sua famiglia ed aver venduto la locanda, si aggrega a Mat, non sopportando la nuova dominazione.
Nell'undicesimo libro Setalle Anan diventa una cara compagna di viaggio per Tuon, cercando di insegnarle gli usi delle terre al di qua dell'Oceano Aryth e soprattutto cercando di convincerla di quanto sia sbagliato l'atteggiamento dei Seanchan nei confronti di chi sa incanalare. Dal canto suo però Setalle non ha alcun atteggiamento particolarmente rispettoso nei confronti delle Aes Sedai, difatti alla fine rivela a Mat di essere lei stessa un'ex sorella, che ha bruciato la sua capacità nell'uso dell'Unico Potere. Questo la fa identificare con molte probabilità con Martine Janata, una sorella marrone, che dopo aver studiato per quaranta anni i ter'angreal, alla fine si bruciò misteriosamente con uno di essi.
Nel corso del Libro XIII Olver viene affidato da Mat proprio a Setalle Anan e mandato in una taverna a Caemlyn, per proteggerlo dal Gholam. Inoltre Mat, prima di andarsene alla Torre di Ghenjei, inganna Setalle dicendole che non ha ancora potuto chiedere ad Elayne di riportarla dalla sua famiglia attraverso un portale di viaggio e che glielo chiederà al suo ritorno, nella convinzione che se lui non dovesse più tornare, Setalle si prenderà nuovamente cura del piccolo Olver.
Nel Libro XIV Setalle è nel gruppo di persone che, assieme a Faile, devono portare in segreto il Corno di Valere a Mat, ma che invece vengono dirottate nella Grande Macchia. Laggiù Setalle collabora con Faile per risolvere la situazione. Dopo essere riusciti a tornare al campo di battaglia di Merrilor, non si conoscono le sorti di Setalle Anan.

## Shaidar Haran
Shaidar Haran viene considerato un "super Fade", infatti rispetto agli altri Myrddraal è molto più alto, muscoloso e potente; stranamente, rispetto ai suoi simili, pare anche dotato di senso dell'umorismo. Il suo nome, nella Lingua Antica, significa “Mano dell'oscurità”. Nel corso della serie il suo ruolo rimane a lungo misterioso, finché non viene rivelato che egli non è altro che un avatar che Shai'tan usa per operare lontano da Shayol Ghul.
La sua alta posizione al fianco del Tenebroso, superiore a quella dei Reietti, viene evidenziata in numerose circostanze: Demandred nota che le fauci di pietra nel tunnel che porta al pozzo del destino si spalancano su Shaidar Haran, mentre lui è costretto a procedere abbassando la testa per non essere colpito; a Semirhage viene detto che obbedire a Shaidar Haran equivale ad obbedire direttamente a Shai'tan; inoltre Shaidar Haran punisce severamente Mesaana per le sue manchevolezze.
Rispetto agli altri Myrddraal, Shaidar Haran pare inoltre dotato dell'uso del Vero Potere, con il quale può schermare gli incanalatori (ad esempio in questo modo ferma lo scontro tra Graendal, Moghedien e Cyndane), viaggiare o punire i Reietti ed inoltre ha la capacità di fiutare la differenza nell'uso di saidin rispetto a saidar.
Shaidar Haran è però limitato nei suoi spostamenti, infatti si indebolisce in fretta quando resta troppo a lungo lontano da Shayol Ghul, un limite che spera di riuscire ad eliminare molto presto.
Nel corso del libro XII Shaidar Haran interviene per liberare Semirhage, uccidendo o stordendo le Aes Sedai di guardia, inoltre incaricando Elza di dare a Semirhage la Fascia di Dominazione con cui catturare Rand.
Nel Libro XIII invece punisce brutalmente Graendal per i suoi fallimenti e per aver provocato la caduta di un terzo Reietto.
Nel Libro XIV dentro al Pozzo del Destino si vedono i resti di Shaidar Haran, poiché Shai'tan ormai non ha più la necessità di usare questo avatar.

## Tenobia
Tenobia si Bashere Kazadi è la Regina di Saldea, nipote di Davram Bashere e cugina di Faile. Viene descritta come una zitella (seppur ventenne, non si sposerà mai) dal brutto carattere. Nel prologo del Libro VIII Tenobia si incontra di nascosto con gli altri sovrani delle Terre di Confine e tutti assieme decidono di andare alla ricerca del Drago, portando con loro il grosso delle proprie truppe. Nel Libro IX Tenobia e gli altri sovrani si incontrano con Elayne nella foresta di Braem e la giovane Aes Sedai, dubitando dei loro propositi, li svia abilmente dalla ricerca di Rand e cerca nel frattempo di sfruttare la loro presenza per assicurarsi il trono. Tenobia inoltre è alla ricerca di suo zio, Davram Bashere, inviato all'inseguimento di Mazrim Taim e poi affiliatosi al Drago.
Nel Libro XII si viene a sapere che Tenobia è giunta assieme agli altri sovrani fino a Far Madding e richiedono al Drago di incontrarsi lì, provocando però una dura reazione. Nel Libro XIII Rand finalmente va ad incontrare i quattro sovrani ed accetta di subire le loro prove, poi, una volta riconosciuto come Drago Rinato, li incita a seguirlo.
Nel Libro XIV la Regina Tenobia viene travolta ed uccisa con le sue truppe nel sud dello Shienar, a causa delle manipolazioni di Hessalam sulla mente di Lord Agelmar.

## Toram Riatin
Dopo la morte di re Galldrian di Cairhien, suo cugino Toram Riatin divenne il più alto esponente della sua casata, in lizza per il trono, con le casate dei Damodred e dei Saighan. Dalle sue frequentazioni appare evidente che sia stato anche un Amico delle Tenebre o comunque qualcuno fortemente influenzato dall'Ombra.
Dopo che Rand al'Thor liberò il regno dall'invasione degli Shaido ed in pratica lo conquistò per consegnarlo ad Elayne, come erede dei Damodred, Toram Riatin e Caraline Damodred si ribellarono a lui ed ammassarono truppe in un campo alle pendici della Dorsale del Mondo. Laggiù vennero raggiunti da Darlin Sisnera, Alto Signore Tairenese, anch'egli ribellatosi al Drago Rinato nel proprio paese, così da allearsi e coordinare i rispettivi movimenti di rivolta.
Anche Rand però, pensando di sfruttare il suo effetto ta'veren, decise di fare una visita al campo, così da sorprendere i propri avversari. Toram Riatin, nella tenda dove si stava tenendo un ricevimento, venne mostrato mentre aveva nel proprio entourage Padan Fain e Daved Hanlon, due noti Amici delle Tenebre. A Toram venne dunque presentato Rand da Caraline Damodred, che avvinta dall'effetto ta'veren, mantenne però segreta la sua vera identità, presentandolo come un proprio cugino andorano. Toram era un maestro spadaccino con la spada dell'Airone e vedendo una spada simile al fianco di Rand ed avendolo subito preso in antipatia, lo sfidò quindi ad un duello d'allenamento (Toram inaspettatamente non venne avvisato da Padan Fain sulla vera identità di Rand). Il duello tra Rand e Toram venne però interrotto dallo scoppio di una Bolla di Male e Toram infine fuggì riconoscendo, il Drago dopo il suo incanalare contro il pericolo.
Sempre al seguito di Padan Fain, si ritrova infine brevemente il personaggio di Toram Riatin nel libro nono, a Far Madding, quando i due ordirono una mortale trappola contro Rand. Ma Toram venne battuto ed ucciso in duello da Lan Mandragoran.

## Tylin
Tylin Quintara della Casata Mitsobar era la regina di Altara. Nel Libro VI Tylin accoglie con favore, nel suo palazzo Tarasin ad Ebou Dar, Elayne e Nynaeve, giunte in città alla ricerca della Coppa dei Venti. Nei libri successivi Tylin costringe Matrim Cauthon a diventare il suo amante ufficiale: Mat inizialmente cerca di sfuggire alle insistenti attenzioni della regina e si ingegna per evitare di incontrarla e farsi sottomettere, ma alla fine è costretto a capitolare ed in un certo modo tra i due si sviluppa anche un certo affetto. Quando Tylin si è assentata da palazzo per alcuni giorni, Mat mette in pratica il suo piano di fuga, ma la regina torna proprio nel momento in cui lui sta lasciando le sue stanze. Tylin comunque accetta che Mat se ne debba andare, perciò si fa legare da lui, in modo da non essere ritenuta responsabile dai Seanchan della sparizione delle Aes Sedai rese Damane, che Mat libera e porta con sé. Però nella stanza dove Tylin è rimasta legata giunge il Gholam che la uccide.
Nel Libro XIII quando Mat finalmente riesce ad eliminare il Gholam, urla per vendetta il nome di Tylin assieme a quelli delle sue altre vittime.

## Uomo Verde
Someshta, l'Uomo Verde, è l'ultimo dei Nym. I Nym sono dei costrutti viventi, creati con l'Unico Potere nell'Epoca Leggendaria, che hanno l'abilità di far crescere le piante in modo prodigioso; come si vede nelle visioni tra le Colonne di Vetro del Rhuidean, nel Libro IV, i Nym nell'Epoca Leggendaria partecipavano alla crescita delle messi cantate, assieme agli Ogier e agli Aiel Da'shain.
L'Uomo Verde in particolare è stato posto dalle Aes Sedai a guardia dell'Occhio del Mondo alla fine dell'Epoca Leggendaria. Vi rimarrà per tremila anni e alla fine del Libro I eliminerà personalmente il Reietto Balthamel, giunto all'Occhio per attaccare i protagonisti, impiantandogli nel corpo semi e funghi velenosi dalla crescita rapidissima. Durante quell'eroica azione però anche l'ultimo Nym rimane mortalmente ferito e sul luogo della sua morte sorge in breve tempo una quercia enorme.
(Prima apparizione dell'Uomo Verde - Robert Jordan, L'occhio del mondo)

## Valan Luca
Valan Luca è il proprietario di un circo, con annesso un serraglio di animali esotici, che gira per le terre della Randland. Nel libro quinto accoglie e nasconde Nynaeve, Elayne, Birgitte, Thom Merrilin e Juilin Sandar, che sono inseguiti da Moghedien e da alcune Sorelle dell'Ajah Nera; inoltre corteggia insistentemente Nynaeve. Successivamente, a partire dal Libro X, Valan Luca accoglie e nasconde dietro il pagamento di un lauto compenso, anche il variegato gruppo capeggiato da Matrim Cauthon, che è fuggito da Ebou Dar. Inoltre Valan Luca ottiene dalla principessa Tuon una lettera patente che gli garantisce la sua protezione.

## Personaggi minori appartenenti a popoli, gruppi od organizzazioni
Per la descrizione dei personaggi minori appartenenti a popoli, a gruppi o ad organizzazioni, guardare nei rispettivi articoli: Ajah delle Aes Sedai, Asha'man, la Famiglia, gli Aiel, i Seanchan, gli Andorani, gli Atha'an Miere, i Calderai, i Cinque Grandi Capitani, i Figli della Luce, gli Amici delle Tenebre, la Progenie dell'Ombra.